# William Libbey
William Libbey (n. 27 martie 1855, Jersey City, New Jersey, SUA – d. 6 septembrie 1927, Princeton, New Jersey, SUA) a fost un antropolog ce a reprezentat Statele Unite ale Americii, medaliat olimpic. A participat la o ediție a Jocurilor Olimpice (1912) în care a câștigat o medalie de argint.

## Participări
Lista de mai jos prezintă principalele competiții la care a participat William Libbey de-a lungul carierei.
- shooting at the 1912 Summer Olympics – men's 100 metre team running deer, single shots[*]